# Ot Danum

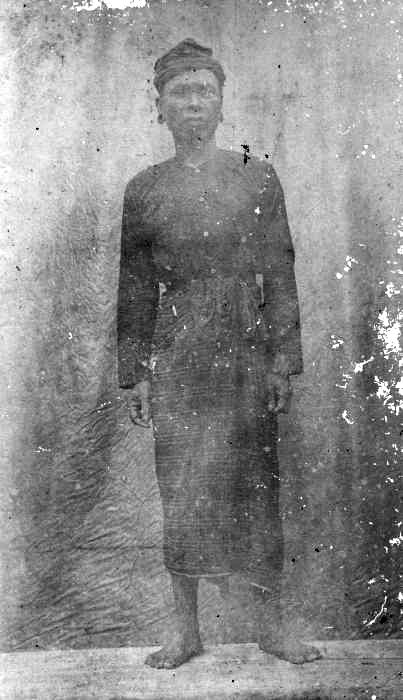
Raden Demang Behe, chef des Ot Danum de l'Ambalau (haut Melawi) vers 1900

Les Ot Danum, encore appelés Dohoi, Malahoi, Uud Danum ou Uut Danum, sont une population de la partie indonésienne de l'île de Bornéo ou Kalimantan. Ils sont au nombre de 78 800 en 2007 et parlent le dohoi.